# Франц Иосиф Баварский
Франц Иосиф Михаэль Карл Мария Эваристус Квиринус Оттокар Баварский (нем. Franz Joseph Michael Karl Maria Evaristus Quirinus Ottokar in Bayern; 23 марта 1888, аббатство Тегензее, королевство Бавария — 23 сентября 1912, Мюнхен) — баварский принц из династии Виттельсбахов, сын Карла Теодора Баварского и инфанты Марии Жозе Португальской.

## Биография
Франц Иосиф родился 23 марта 1888 года в аббатстве Тегернзее. Он был вторым сыном и пятым ребёнком в семье герцога Баварского Карла Теодора и его второй жены Марии Жозе Португальской.
Его старшим братом был Людвиг Вильгельм, сёстрами — София Адельгейда, Елизавета Валерия (королева Бельгии) и Мария Габриэла. У него также была старшая сестра Амалия, родившаяся в первом браке его отца.

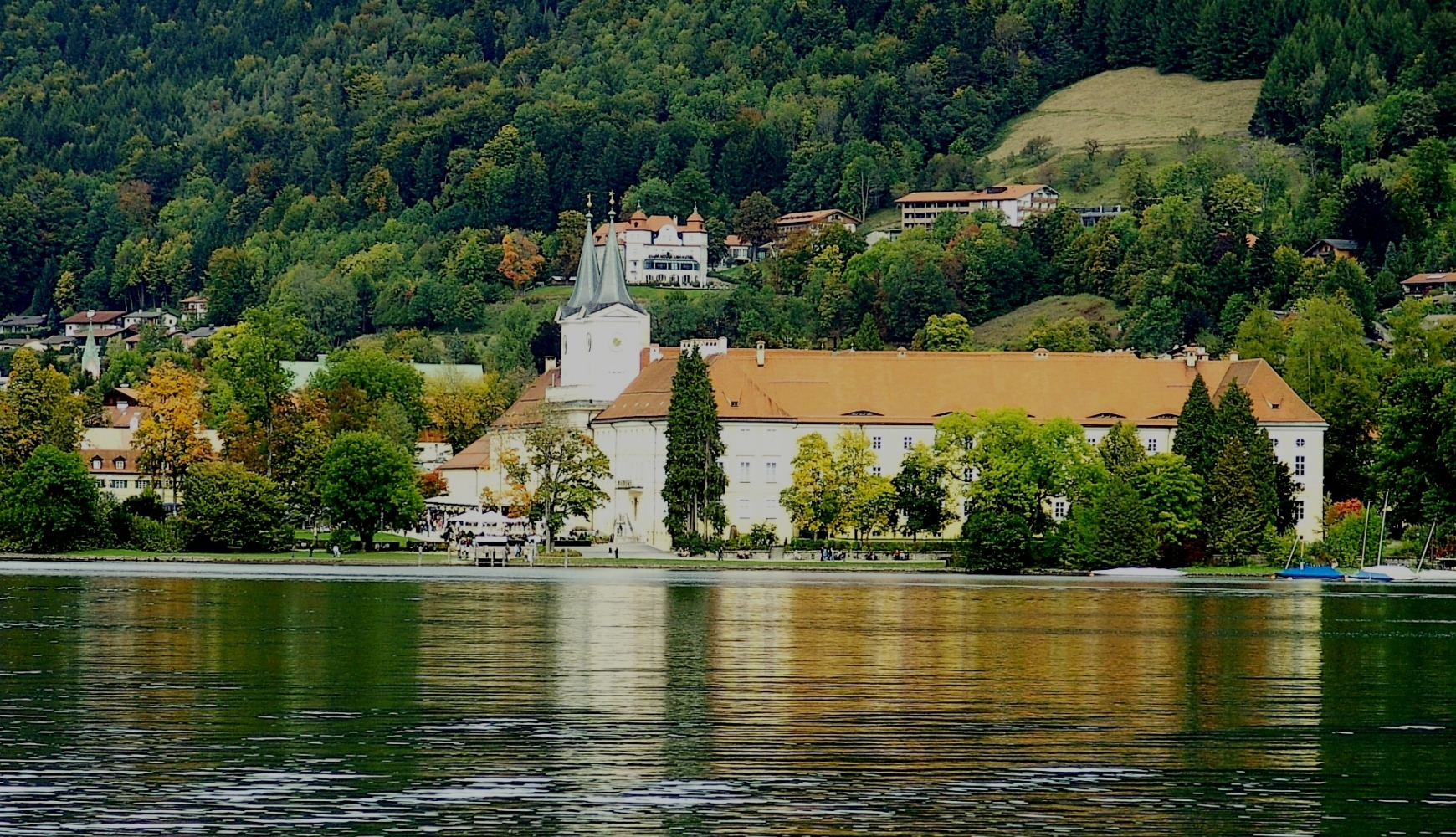
Аббатство Тегензее.

Его отец политикой не интересовался, посвящая себя медицине. В замке он открыл клинику, где проводил офтальмологические операции. Мать была его ассистенткой. Будучи очень религиозной женщиной, она строго относилась к воспитанию дочерей, к сыновьям была более снисходительной.
В 1909 году Франц Иосиф имел связь с 17-летней Каролиной Корнелией Штокхаммер, известной как «Лили Штокхаммер». 1 декабря 1909 года родился их сын:
- Оттомар Густав Штокхаммер (1909—1959) — банкир Berliner Handels-Gesellschaft во Франкфурте-на-Майне; усыновлён вторым мужем матери, принцем Альбрехтом Иоахимом Прусским; от 1937 года носил фамилию Плоттниц-Штокхаммер; был женат на баронессе Китти фон Таубе, имел сына и дочь.[1][2]

Карл Теодор не дожил до рождения внука один день.
В 1910 году Франц Иосиф совершил путешествие в Америку, длившееся сорок дней. Он прибыл в Нью-Йорк 10 августа на борту лайнера «Кронпринцесса Сесилия». Этот визит стал самым обсуждаемым со времён посещения Соединённых Штатов принцем Генрихом Прусским в 1902 году.
17 августа принц в сопровождении друзей посетил показ музыкальной комедии на Бродвее. Достаточно хорошее знание английского позволяло ему понимать большую часть диалогов. Реплики на специфическом американском сленге переводил один из его товарищей. После первого акта вся компания пошла за кулисы, где им были представлены несколько членов труппы. Франц Иосиф заявил, что «американские хористки превзошли все ожидания». Через два дня миссис Огден Гоелет в своём имении Охр-корт в Ньюпорте давала в его честь приём. На нём присутствовали Алиса Рузвельт, дочь бывшего президента Теодора Рузвельта, с мужем, конгрессменом Николасом Лонгвортом, лорд Роксаваж, герцогиня Портлендская Виннифред Кавендиш-Бентаник, представитель немецкого посольства, многочисленные финансисты и чиновники. Принц побывал также на боксёрском поединке и охоте на крупную дичь в Скалистых горах.
Францу Иосифу были представлены многие дебютанты из высшего общества, однако он признался, что оставляет страну без романтических отношений, о которых информировали своего брата. Пресса активно следила за его пребыванием в стране, назвала Франца Иосифа демократическим дворянином. Польщённый герцог на это ответил, что и сам себя таковым не считал, и не позволял себя так рассматривать другим.
Принц умер от полиомиелита 23 сентября 1912 года в возрасте 24 лет. Похоронен рядом с отцом в часовне церкви Святого Квиринуса в Тегернзее.